# Trichogenes
Trichogenes — рід сомоподібних риб з підродини Trichogeninae родини Trichomycteridae. Має 3 види. Наукова назва походить від грецьких слів thrix, тобто «волосся», та genesis — «народження».

## Опис
Загальна довжина представників цього роду коливається від 5,1 до 14 см. Голова помірно широка, сплощена зверху. Очі великі. Є 2 пари вусів. Рот широкий. Зябрових променів — 6—7. Тулуб стрункий. Плевральних ребер 8-11. Спинний плавець широкий. Жировий плавець довгий, тягнеться від хвостового до майже спинного плавця. Грудні та черевні плавці вузькі. Анальний плавець широкий і довгий. Хвостовий плавець короткий і широкий.
Забарвлення сріблясте з рожевим відтінком або світло-коричневе.

## Спосіб життя
Це демерсальні риби. Зустрічаються у лісових, заболочених водоймах, гірських струмках, невеликих водоспадах. Тримаються піщаного та скелястого дна. Утворюють групи, щільність становить від 3 до 30 особин на 1 м². Активні протягом доби. Ведуть паразитичний спосіб життя. Живляться кров'ю великих риб, присмоктуються до них по всьому тілу. Нападати на здобич можуть групою в декілька особин. Водночас здатні вживати молодих водних комах, ракоподібних, дорослих наземних крилатих комах, падло.
Нерест відбувається в сезон дощів.

## Розповсюдження
Мешкають у Південній Бразилії.

## Види
- Trichogenes beagle de Pinna, Reis & Britski, 2020
- Trichogenes claviger de Pinna, Helmer, Britski & Nunes, 2010
- Trichogenes longipinnis Britski & Ortega, 1983